# Zbór Kościoła Zielonoświątkowego w Dubiczach Cerkiewnych
Zbór Kościoła Zielonoświątkowego w Dubiczach Cerkiewnych – zbór Kościoła Zielonoświątkowego w RP znajdujący się w Dubiczach Cerkiewnych. Liczy prawie 200 wyznawców i jest największym wiejskim zborem Kościoła Zielonoświątkowego w Polsce. Wierni rekrutują się głównie z gminy Dubicze Cerkiewne. Od roku 2000 pod względem administracyjnym należy do okręgu północnego Kościoła Zielonoświątkowego w RP.
Pierwszym pastorem był Jan Leoniuk (do 1968), następnie Jan Kondratiuk (do 2001). Od roku 2002 pastorem jest Andrzej Światłowski. Nabożeństwa prowadzone są w języku polskim i rosyjskim.

## Historia

### Etap grup domowych
Początki zboru sięgają połowy lat 20. XX wieku i związane są z rodziną Kondratiuków z Jelonki. Regularne nabożeństwa zaczęły się odbywać w 1927 roku we wsi Grabowiec. Początkowo zbór miał charakter baptystyczny. Od 1928 roku zaczęto zapraszać zielonoświątkowych kaznodziejów z Prużany, m.in. Daniela Komsę (od 1930), który z nauką zielonoświątkową zapoznał się w zborze Seymoura przy Azusa Street w Los Angeles. Wierni rekrutowali się ze wsi Grabowiec i Jelonka. Niedługo potem pojawili się wyznawcy we wsi Reduty (w 1930 dwie osoby z Redut przyjęły chrzest) , a z czasem także w Malinnikach. Pierwszym pastorem był Jan Leoniuk, który pełnił tę funkcję do roku 1968 .
Nabożeństwa odbywały się w domach. Około roku 1940 przygotowywano budowę drewnianej kaplicy w Grabowcu. Wybuch wojny uniemożliwił te plany (drewniane belki spłonęły). W latach 1940–1944 działalność zboru została ograniczona.
Przez pierwsze lata po II wojnie światowej zbór nie należał do żadnego zarejestrowanego związku wyznaniowego. Wiązało się to z prześladowaniami ze strony władz oraz aresztowaniami działaczy. 19 września 1950 roku aresztowany został Justyn Bochenek z Redut. Jednak Jan Leoniuk z Grabowca uniknął aresztowania. Od 1949 roku Grzegorz Ziemcow, po wyłączeniu ze społeczności, niepogodzony z werdyktem, dokonał rozłamu w zborze i założył własną społeczność. Rozłam przezeń spowodowany okazał się trwały w skutkach. W 1953 roku zbór przystąpił do Zjednoczonego Kościoła Ewangelicznego .

### W ZKE
W latach powojennych istniały dwa zbory, w Grabowcu i Redutach. Według danych zgromadzonych przez służbę bezpieczeństwa w roku 1953 zbór w Grabowcu liczył 46 wiernych, zbór w Redutach – 37 wiernych. Pastorem w Redutach był Justyn Bochenek. W 1956 roku nastąpiło połączenie zboru z Grabowca i Redut . 

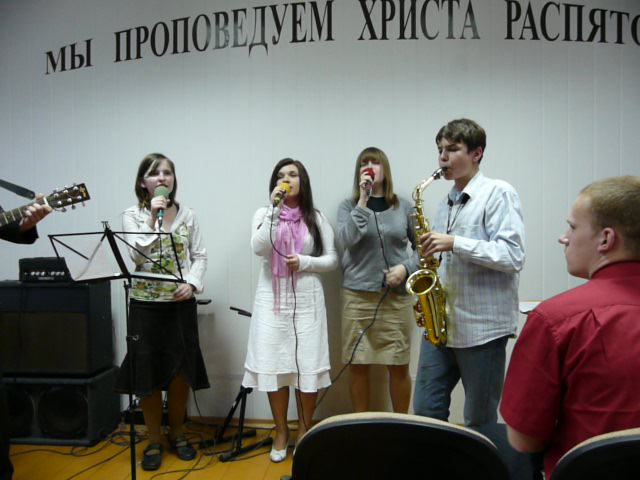
Мы проповедуем Христа распятого (Głosimy Chrystusa ukrzyżowanego), jedyny taki napis w Polsce

W 1965 roku grupa wyznawców pochodząca głównie ze wsi Malinniki przyjęła naukę o konieczności umywania nóg podczas wieczerzy Pańskiej i utworzyła niezależną grupę. Wspólnota ta nigdy nie weszła w struktury żadnego zarejestrowanego kościoła, działa po dziś dzień. W końcu lat 90. liczyła prawie stu wyznawców. Około roku 2005 część wyznawców wróciła do zboru w Dubiczach Cerkiewnych. Grupa z Malinnik liczy dziś około 20 wyznawców.
W 1967 roku rozpoczęto budowę kaplicy w Dubiczach Cerkiewnych. Kaplica miała służyć dla dwóch wspólnot skupionych wokół Grabowca oraz Redut. Wybór padł na Dubicze Cerkiewne, pomimo iż stamtąd pochodziło niewielu wiernych. Liczono m.in. na to, że uda się przeciągnąć do siebie baptystów. Otwarcie kaplicy nastąpiło w maju 1968 i odtąd tam mieści się siedziba zboru. Pastorem został Jan Kondratiuk, który pełnił tę funkcję do 2001 roku.
Po wybudowaniu kaplicy połączono zbory z Grabowca i Redut. Do zboru przyłączyli się także baptyści i prowadzono wspólne nabożeństwa. Był to w owym czasie jedyny taki przypadek w Polsce. Baptyści zaczęli zgromadzać się niezależnie od roku 1981.

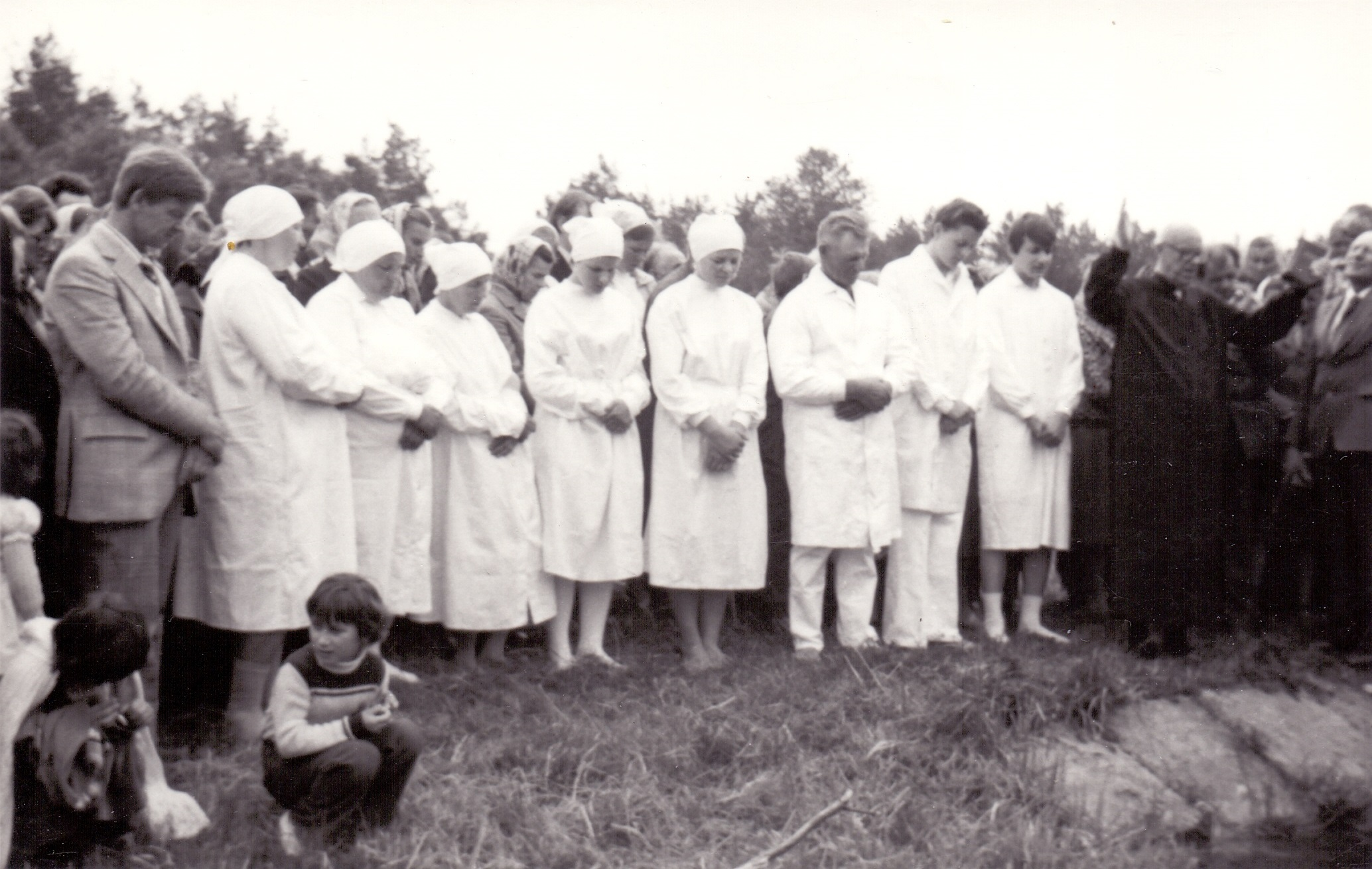
Chrzest w 1982, udziela T. Maksymowicz.

W 1968 roku, po wyborze na pastora Jana Kondratiuka, grupa wyznawców ze wsi Reduty skupiona wokół Piotra Batury utworzyła niezależną grupę. Nigdy nie weszła w struktury zarejestrowanego kościoła.
Oficjalnie budynek zborowy był własnością Pelagii Grygoruk, a kaplica znajdowała się w jej prywatnym domu. W 1976 roku właścicielka postanowiła przekazać go w formie darowizny dla zboru (było to związane z zamiarem przekazania na rzecz Skarbu Państwa gospodarstwa rolnego w zamian za emeryturę). Jednak naczelnik gminy zadecydował o przejęciu gospodarstwa wraz z działką siedliskową. Decyzję tę podtrzymał urząd wojewódzki w Białymstoku. W 1977 roku pani Grygoruk zwróciła się do władz gminnych o wyrażenie zgody na zbycie swego domu na rzecz kościoła. Naczelnik gminy nie skorzystał z prawa pierwokupu umożliwiając w ten sposób nabycie domu przez ZKE.
Według danych gromadzonych przez służbę bezpieczeństwa w 1981 roku zbór liczył 87 wiernych.
Do początku lat 80. zbór pełnił rolę centrum dla zielonoświątkowców z Podlasia. W latach 70. raz w miesiącu odbywały się tu nabożeństwa, na które zjeżdżali się wierni z okolicznych zborów. W roku 1981 rolę centrum przechwycił zbór w Hajnówce.

### Po roku 1988

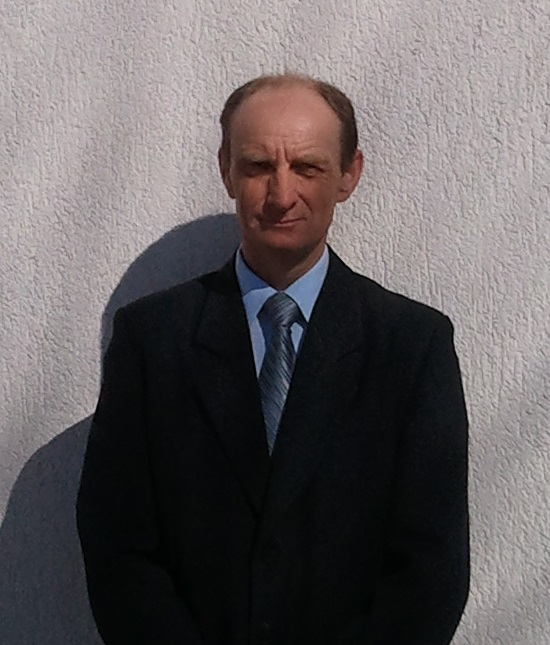
Pastor A. Światłowski

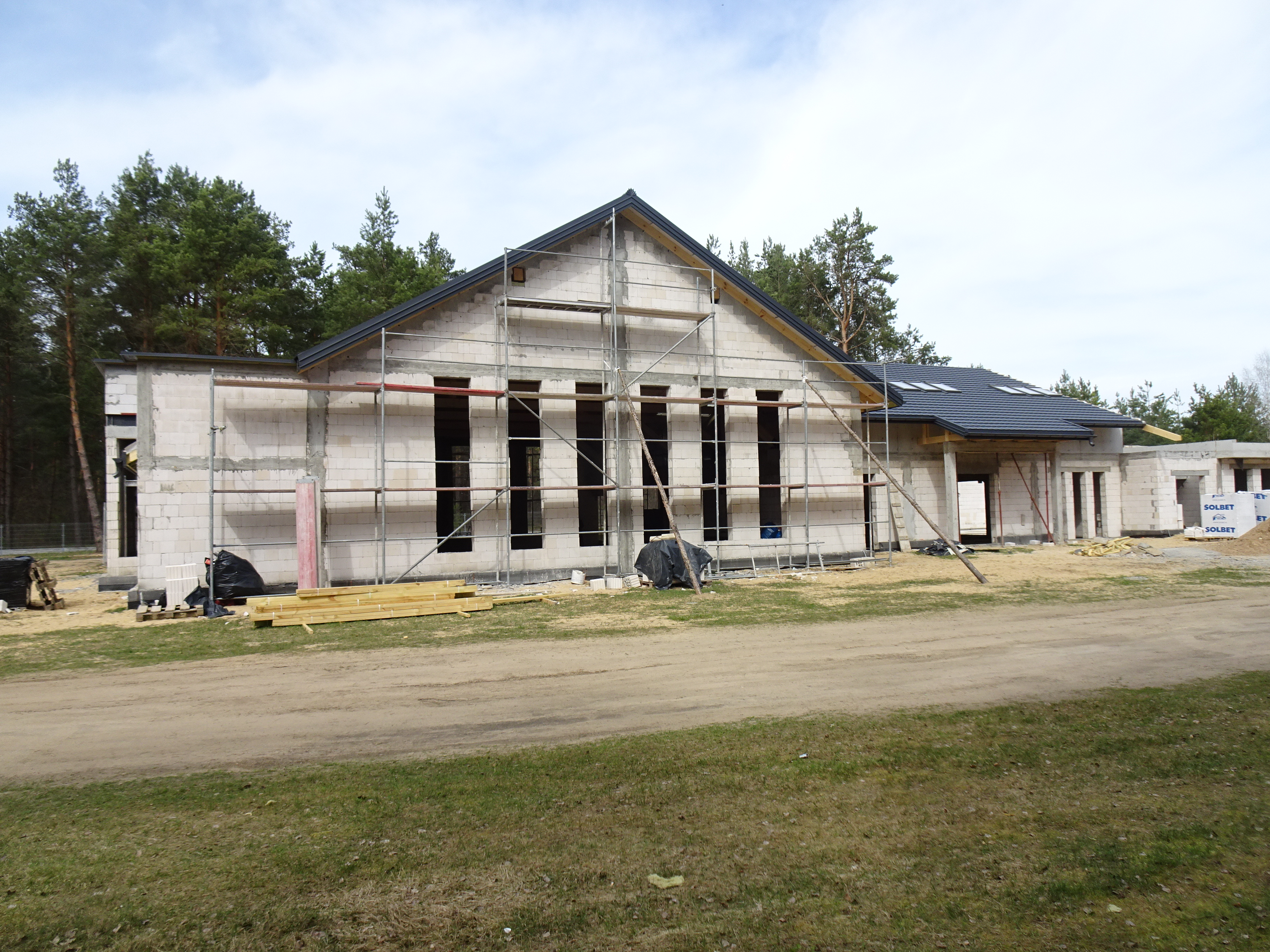
Budowa nowej kaplicy.

W latach 1953–1988 zbór przynależał do ZKE. Był to okres, kiedy zbór nie wzrastał liczebnie, a poziom wiernych utrzymywał się na tym samym poziomie. Wynikało to po części z faktu, iż ZKE mieścił w sobie dwa odmienne nurty ewangelikalne, a po części z utrudnień stwarzanych przez komunistyczne władze. Ponadto odbywała się stała migracja młodego pokolenia do miast (głównie do Hajnówki), a grupy wiernych z Malinnik i Redut utworzyły własne wspólnoty. Sytuacja ta zmieniła się w końcu lat 80. Od 1989 roku niemal co roku organizowane są chrzty w zalewie wodnym „Bachmaty” na rzece Orlanka. Drugim powodem wzrostu liczebnego było przeniesienie członkostwa części wiernych z niezarejestrowanej wspólnoty w Malinnikach .
W roku 2003 pastorem został pochodzący z Jarocina Andrzej Światłowski i odtąd zbór zaczął nabierać polskiego charakteru. Według oceny Mieczysława Czajki (zwierzchnik KZ w latach 2000-2008) idealnie zintegrował się z lokalną społecznością.
20 lipca 2003 roku zbór obchodził 75-lecie, uroczystości przewodził prezbiter okręgowy Zygmunt Majewski. W 2003 zbór liczył około 120 wyznawców.
Po roku 2005 większa część osób z niezarejestrowanego zielonoświątkowego zboru w Malinnikach zaczęła uczęszczać do tego zboru. Odtąd zbór liczy około 200 wyznawców.
Na koniec 2010 roku zbór skupiał 153 wiernych, w tym 106 ochrzczonych członków.
Wierni zboru pochodzą z: Dubicz Cerkiewnych, Redut, Czeremchy, Grabowca, Korycisk, Jelonki, Tofiłowca, Malinnik, a także z dwóch miast – Bielska Podlaskiego i Hajnówki. Zbór współpracuje ze zborem zielonoświątkowym „Getsemane” w Mińsku na Białorusi .

## Pastorzy
- Jan Leoniuk (1928-1968)
- Jan Kondratiuk (1968-2001)
- Jerzy Szpilko (2001-2002)
- Andrzej Światłowski (2003-)